# Свети Николай (Ератира)
„Свети Николай“ (на гръцки: Ιερός Ναός Αγίου Νικολάου Εράτυρας) е православна църква в село Ератира (Селица), Егейска Македония, Гърция, част от Сисанийската и Сятищка епархия.

## Местоположение
Църквата е разположена на 2 km северно от селото в местността Палеохора, по пътя към манастира „Свети Атанасий“ и е негов параклис.

## История
Два надписа, по един на всеки трегер, дават информация за годината на построяване и ктиторите на църквата. Последните са изобразени от западната страна на нартекса, държащи в ръце реплика на църквата.
Голям надпис, състоящ се от три реда, е оцелял над входа на нартекса. Текстът е написан с черни букви върху тъмен охрен хоросан и е обграден от черна рамка:
| „ | Τὸ στερέομα τῶν ἐπὶ σή πεποιθότων στερέοσον // Κύριε τὴν ἐκλεισήαν· ἣν ἐκτήσο το Τη- // μήο σου έματι. Укрепи, Господи, непоколебимото упование на онези, които се надяват на Теб – укрепи Църквата, която си придобил с Твоята честна кръв. | “ |

Надписът е кратка молитва за храма, има правописни грешки и не се се запазват ударенията и препинателните знаци.
Над горната част на входа на наода е седемредовият ктиторски надпис. Текстът е написан грубо, небрежно, с дребен шрифт. Буквите са изписани с черно върху охрен хоросан. Вдясно, под петия ред, има по-късно допълнение с по-удебелени букви, които се характеризират със същата небрежност. В началото има кръст със същия размер като буквите.
| „ | † ἀνεγέρθη · ἐκ βαράθρων323 ὁ θείος οὗτος κ(αὶ) πάνσεπτος · ναὸς τοῦ ἐν ἁγίοις πατρὸς ἡμῶν // Νικολάου · Ἀρχιεπισκόπου · Μύρον τῆς Λυκίας τοῦ θαυματουργοῦ δαπάνι · τοῦ ἐντιμο- // τάτου · ἄρχοντος · κυρίου · Δημητρίου · Σουκαντάρι. Ἡστωρίθη δὲ ὑπὸ τῶν εὐγενεστάτων // ἀρχόντων · τῶν Κρημιζάδον · Λαζάρου Μίκα · Νικολάου · κ(αὶ) Ἰω(άννου) · τῶν αὐταδέλφων // εἰς μνιμόσυνον αὐτῶν καὶ τῶν γονέον · Ἀρχιερατεύοντος · τοῦ μακαριοτάτο // Κυρίου · Ζωσημᾶ · ἐν ἔτη 1737 ͵αψλζ// μαΐο 23 ἐπιδιόρθοσιν τὸν ἠκλισίον // τὸν :1895 ὀκτομβίου 30 Ἀν // ἐξόδον τοῦ Δ: ΖΙ: Μοῦ. Издигна се из основи този божествен и всесвят храм на свети отец наш Николай, архиепископ на Мира в Ликия, чудотворецът, с разноските на достопочтения архонт господин Димитрий Сукандарис. Изписан бе от благородните архонти братя Кримизадос — Лазарос, Микас, Николаос и Йоанис — в памет на самите тях и на родителите им, по времето на архиерейството на блажения господин Зосим, през 1737 година (αψλζ), на 23 май. Ремонт на църквата бе извършен в 1895 октомври 30 със средства на Д.Зи.Му. | “ |

В надписа има много правописни грешки, включително и в допълнителния текст от втора ръка за по-къснияремонт на храма в 1895 година. Ударенията и придиханията са поставени спорадично и понякога неправилно, докато разделителните точки са след почти всяка дума.

## Архитектура
Отвън църквата има прост архитектурен дизайн с правоъгълен план и никаква декорация отвън, както повечето храмове по време на турското владичество. Представлява еднокорабна църква с нартекс и женска църква на запад. Размерите ѝ са 13,00 m × 6,75 m. От южната и западната страна има покрит трем. Притворът е отделен от главната църква с дървена решетка. На източната стена има две ниши, едната е апсидата, а другата протезисът, който е вписан в зидарията. Зидарията е от груби, неправилни камъни, свързани помежду си с хоросан. Днес външните повърхности са фугирани с варов хоросан. Единствените отвори първоначално са били двете входни врати; едната в нартекса и втора по-голяма в наоса. По-късно са добавени три капандури от южната страна на двускатния покрив, които обаче оказват отрицателно влияние на цветовете на стенописите.

## Стенописи
Забележителната вътрешна декорация, която контрастира с простотата на архитектурата. Храмът е изцяло изписан. Стенописите датират от 1737 година и са уникален пример за изкуството на XVIII век.
Забележително е Дърво Йесеево, което заема цялата повърхност на северната и западната стена на нартекса. В центъра е изобразен Христос в слава, а над него е изобразен убрус. Централната композиция е обградена от 70 медальона с бюстове на хора от Светото писание. Зограф е местен монах. 
Забележителни са и ктиторските портрети на Мика и Лазарос Кризимопулос, които държат църквата в ръце и са облечени в народни носии от епохата. Портретите са изобразени от западната страна на южната стена на нартекса, точно срещу входа. Изображението на ктиторите е запазено в сравнително добро състояние. На мястото, където е изписано името на единия от двамата дарители, хоросанът е паднал, но надписът е запазен от по-стари изследователи. Ктиторите са изобразени в цял ръст, държащи заедно модел на църквата. Те са очевидно първенци – и двамата носят цветна туника, подплатена с кожа, а на главите черен калпак с по-широк червен плат в горната част. Това е обичайният вид градско мъжко облекло в османската територия през XVIII век. И двамата държат бастун с връв. По отделните елементи на облеклото, като колана и жълтия цвят на обувките, може да се съди, че те са отличителни характеристики на по-висока социална класа. Интересно е, че подобно облекло се носи от ктиторите на църквата „Свети Николай“ в Капесово и на „Свети Георги“ в Негадес. Имената на дарителите са изписани от двете страни на височината на главите с малки калиграфски букви, изрисувани в бяло върху син хоросан. Запазеният надпис гласи: λαζάρι κριμηζόπου- // λος κ(αὶ) κτήτωρ.
Имената на дарителите са изписани от двете страни на височината на главата с малки калиграфски букви, изрисувани в бяло върху син хоросан. Надписът е следният: „Лазар Кримизопулос – // основателят“.
- Стенописи
- „Успение Богородично“
- „Света Богородица и пророци“
- „Свети Христофор и Христос“